# Бердаков Валерій Олексійович
Вале́рій Олексі́йович Бердаков — капітан Збройних сил України. Один із «кіборгів».

## Короткий життєпис
Народився в Кривому Розі, Довгинцівка. Навчався у Вінницькій області — ПТУ-36, працював на підприємствах Кривого Рогу, з 1997 року — в КП «Криворіжтепломережа». Проживав у селі Джурин Шаргородського району.
Мобілізований у серпні 2014-го. У часі війни — командир протитанкового взводу, 1-й механізований батальйон, 93-тя бригада.
18 листопада 2014-го загинув під час мінометного обстрілу взводного опорного пункту (висота № 17 на околиці Донецького аеропорту) біля села Веселе. Тоді бійців 93 ОМБр, які везли воду, набої та супроводжували часткову ротацію в аеропорт Донецька, атакували проросійські бойовики. Бій тривав півтори години, бойовики обстрілювали з мінометів і «Градів». Окрім загиблого Бердакова — один загиблий і 7 поранених, 1 зник безвісти.
Похований у Кривому Розі. 21 листопада в місті оголошено траур.

## Нагороди
За особисту мужність і високий професіоналізм, виявлені у захисті державного суверенітету та територіальної цілісності України, вірність військовій присязі під час російсько-української війни
- нагороджений орденом Богдана Хмельницького III ступеня (4.6.2015, посмертно).